# Episodi de I gemelli Edison (quarta stagione)
La quarta stagione della serie televisiva I gemelli Edison è stata trasmessa in anteprima in Canada dalla CBC Television tra il 19 ottobre 1985 e il 23 aprile 1986.
| nº | Titolo originale           | Titolo italiano | Prima TV Canada  | Prima TV Italia |
| -- | -------------------------- | --------------- | ---------------- | --------------- |
| 1  | The Fix                    |                 | 19 ottobre 1985  |                 |
| 2  | Water Witch                |                 | 2 novembre 1985  |                 |
| 3  | The Mole People            |                 | 16 novembre 1985 |                 |
| 4  | All That Glitters          |                 | 7 dicembre 1985  |                 |
| 5  | Star-Crossed Lovers        |                 | 21 dicembre 1985 |                 |
| 6  | Heavy Sweat                |                 | 4 gennaio 1986   |                 |
| 7  | What Goes Up               |                 | 18 gennaio 1986  |                 |
| 8  | Chips and Choppers         |                 | 1º febbraio 1986 |                 |
| 9  | Strictly for the Birds     |                 | 15 febbraio 1986 |                 |
| 10 | The Live One               |                 | 15 marzo 1986    |                 |
| 11 | Survival of the Fittest    |                 | 9 aprile 1986    |                 |
| 12 | Gone with the Windigo      |                 | 16 aprile 1986   |                 |
| 13 | The Secret of Windigo Lake |                 | 23 aprile 1986   |                 |